# Novoland
Novoland (kínaiul: 九州; pinyin: Jiǔzhōu) egy médiafranchise, amely hét fő szerző harminc könyvéből áll. Egy megosztott kitalált univerzumot mutat be, három kontinensből és kilenc tartományból álló világgal, melynek felosztása: a virágzó Keleti Föld és a nomád Nyolc Törzs. 10 000 év történetét foglalja magában, mely 10 korszakra és körülbelül 16 dinasztiára oszlik. A projekt a 2000-es évek elején indult és az A Gyűrűk Ura című film ihlette.

## Regények

### Jiang Nan(江南)
- Novoland: Vegyes:
  - Novoland: Vegyes 1 – Pusztaság (九州·缥缈录I·蛮荒)
  - Novoland: Vegyes 2 – Ősi felhők és fogak (九州·缥缈录II·苍云古齿)
  - Novoland: Vegyes 3 – Híres tábornokok (九州·缥缈录III·天下名将)
  - Novoland: Vegyes 4 – Háború Chenyue ellen (九州·缥缈录IV·辰月之征)
  - Novoland: Vegyes 5 – Életreszóló szövetség (九州·缥缈录V·一生之盟)
  - Novoland: Vegyes 6 – Leopárd lelke (九州·缥缈录VI·豹魂)
- Novoland: Az orgyilkos királysága – Napraforgó (九州·刺客王朝·葵)
- Novoland: Az orgyilkos királysága – Lótusz (九州·刺客王朝·莲)
- Novoland: Manőver – Sárkányölő (九州·捭阖录·屠龙之主)
- 九州·飘零书·商博良
- 九州·飘零书·归墟

### Pan Haitian (潘海天)
- Novoland: A sötét préri (九州·白雀神龟) (2006)
- Novoland: Sziklalabirintus (九州·铁浮图) (2007)
- Novoland: Holtak meséi (九州·死者夜谈) (2008)
- Novoland: A sötét hold rohama (九州·暗月将临)

### Jinhezai (今何在)
- A prófécia vihara (海上牧云记)
- Szárnyas Törzs legendája (羽传说)

### Zhan'an (斩鞍)
Más szerzőkkel ellentétben ő inkább a közemberek meséire összpontosít, nem pedig a hősökre és az uralkodókra.
- Novoland: Utazó (九州·旅人)
  - 九州·怀人
  - 九州·柏舟
  - 九州·流火
  - 九州·白驹
  - 九州·博上灯
  - 九州·山中鼓
  - 九州·水晶劫
  - 九州·落花溪
  - 九州·崔罗石
  - 九州·秋林箭
- Novoland: Szépségek meséi (九州·朱颜记)
- 九州·青蘅传

### Tang Que (唐缺)
Többnyire rövid regényeket írt, amelyek egyetlen történetet mesélnek el, nem pedig hosszú eposzokat.
- Novoland: Hős (九州·英雄) (2007)
- Novoland: A csillag nyoma (九州·星痕) (2009)
- 九州·云之彼岸 (2009)
- 九州·龙痕 (2009)
- Novoland: Újjáéledés (九州·轮回之悸) (2010)
- 九州·丧乱之瞳 (2011)
- 九州·魅灵之书 (2011)
- Novoland: A sötétség fia (九州·黑暗之子) (2013)

## Élőszereplős adaptációk
| Év   | Angol cím                                       | Kínai cím            | Megjegyzések                                            |
| ---- | ----------------------------------------------- | -------------------- | ------------------------------------------------------- |
| 2015 | Hua Xu Yin: City of Desperate Love              | 九州·华胥引          | 唐七公子 azonos című regénye alapján                    |
| 2016 | Novoland: The Castle in the Sky                 | 九州·天空城          | Eredeti történet alapján                                |
| 2017 | Legend of the Naga Pearls                       | 鲛珠传               | A Novoland: The Castle in the Sky világában játszódik   |
| 2017 | Tribes and Empires: Storm of Prophecy           | 九州·海上牧云记      | Jin Hezai azonos című regénye alapján                   |
| 2019 | Novoland: Eagle Flag                            | 九州·缥缈录          | Jiang Nan azonos című regénye alapján                   |
| 2020 | Novoland: The Castle in the Sky 2               | 九州·天空城2         | Novoland: The Castle in the Sky folytatása              |
| 2020 | Novoland: The Castle in the Sky - Time Reversal | 九州天空城之时光回转 | Novoland: The Castle in the Sky előzménye és spin-offja |
| TBA  | Novoland: Pearl Eclipse                         | 九州·斛珠夫人        | Xiao Ruse azonos című regénye alapján                   |

## Fordítás
- Ez a szócikk részben vagy egészben  a   Novoland című angol Wikipédia-szócikk ezen változatának fordításán alapul.  Az eredeti cikk szerkesztőit annak laptörténete sorolja fel. Ez a jelzés csupán a megfogalmazás eredetét és a szerzői jogokat jelzi, nem szolgál a cikkben szereplő információk forrásmegjelöléseként.